# 松本町 (岡崎市)
松本町（まつもとちょう）は、愛知県岡崎市の町名。現行行政地名は松本町1丁目から松本町3丁目。

## 地理
岡崎市の西部に位置し、中心街の一角に相応する。丁目が南から順に1丁目～3丁目ある。なお小字は持たない。

## 世帯数と人口
2019年（令和元年）5月1日現在の世帯数と人口は以下の通りである。
| 町丁   | 世帯数  | 人口  |
| ------ | ------- | ----- |
| 松本町 | 154世帯 | 322人 |

### 人口の変遷
国勢調査による人口の推移
| 1995年（平成7年）  | 451人 | [ 5 ] |  |
| 2000年（平成12年） | 403人 | [ 6 ] |  |
| 2005年（平成17年） | 396人 | [ 7 ] |  |
| 2010年（平成22年） | 355人 | [ 8 ] |  |
| 2015年（平成27年） | 302人 | [ 9 ] |  |

## 小・中学校の学区
市立小・中学校に通う場合、学区は以下の通りとなる。
| 番・番地等 | 小学校             | 中学校             |
| ---------- | ------------------ | ------------------ |
| 全域       | 岡崎市立広幡小学校 | 岡崎市立城北中学校 |

## 歴史
額田郡岡崎松本町を前身とする。

### 沿革
- 1889年（明治22年）10月1日 - 町村制施行・合併に伴い、岡崎町大字松本となる[11]。
- 1916年（大正5年）7月1日 - 市制施行に伴い、岡崎市大字松本となる[12]。
- 1917年（大正6年）7月1日 - 松本町に改称[12]。
- 1957年（昭和32年）11月15日 - 1〜2丁目を設置。能見町・福寿町・元能見町の各一部を編入、一部が元能見町・能見通1〜2丁目・材木町2丁目となる[13][12]。

## 交通
- 城門通り

## 施設
- 松應寺
- 浄誓院
- 善入院

## ギャラリー
- 松應寺
- 松平広忠公御廟所
- 松應寺横丁の洋菓子店[14]
- 松應寺の裏路地
- 松本なかみせ亭の鉄板スパゲティ[15]
- 善入院
- 浄誓院
- 浄誓院付近
- 御旗公園北西の交差点

## その他

### 日本郵便
- 郵便番号 : 444-0062[3]（集配局：岡崎郵便局[16]）。

## 参考資料
- 「角川日本地名大辞典」編纂委員会 編『角川日本地名大辞典 23 愛知県』角川書店、1989年。
- 平凡社 編『日本歴史地名大系 23 愛知県の地名』1981年。
- 新編岡崎市史編さん委員会 編『新編岡崎市史 資料 現代 11』1983年。
- 新編岡崎市史編さん委員会 編『新編岡崎市史 総集編 20』1993年。